# یادگیری آوایی

توزیع فرضی دو فنوتیپ رفتاری: یادگیری آوایی و یادگیری توالی شنوایی. ما فرض می‌کنیم که فنوتیپ‌های رفتاری یادگیری آوایی و یادگیری شنیداری در چندین دسته تقسیم شده‌اند. (الف) فنوتیپ پیچیدگی یادگیری آوایی و (ب) فنوتیپ یادگیری توالی شنیداری. محور سمت چپ (آبی) توزیع فرضی گونه‌ها را در امتداد ابعاد فنوتیپ رفتاری نشان می‌دهد. محور سمت راست (توابع پله سیاه) انواع مختلف انتقال را در امتداد ابعاد پیچیدگی یادگیری آوایی (A) یا یادگیری شنیداری (B) نشان می‌دهد. اینکه آیا توزیع‌های واقعی توابع پیوسته هستند (منحنی‌های آبی)، باید در رابطه با گزینه‌هایی که چندین دسته با انتقال تدریجی یا توابع پله‌ای (منحنی‌های سیاه) وجود دارد، آزمایش شود. اگرچه یادگیری شنوایی یک پیش‌نیاز برای یادگیری آوایی است و می‌تواند بین این دو فنوتیپ (A-B) همبستگی وجود داشته باشد، اما این دو نیازی به وابستگی متقابل ندارند. یک ماشین تورینگ نظری (Turing، ۱۹۶۸) نشان داده‌است [G∗]، که می‌تواند از نظر حافظه برای ورودی شنیداری دیجیتالی عملکرد بهتری داشته باشد، اما یک یادگیرنده شنیداری نیست. از پتکوف، CI؛ جارویس ED (2012). "پرندگان، نخستی‌ها و ریشه‌های زبان گفتاری: فنوتیپ‌های رفتاری و بسترهای عصبی زیستی".

یادگیری آوایی (به انگلیسی: Vocal learning) توانایی تغییر صداهای آکوستیک و نحوی، به دست آوردن صداهای جدید از طریق تقلید و تولید آواها است. آواسازی در این مورد فقط به صداهایی اشاره دارد که توسط اندام صوتی (حنجره پستانداران یا سوتک پرندگان) ایجاد می‌شود، در مقابل لب‌ها، دندان‌ها و زبان، که به‌طور قابل ملاحظه‌ای به کنترل حرکتی کمتری نیاز دارند. یک ویژگی نادر، یادگیری آوازی یک بستر حیاتی برای زبان گفتاری است و بر خلاف طیف گسترده‌ای از گونه‌های آوازی، تنها در هشت گروه جانوری شناسایی شده‌است. اینها شامل انسان‌ها، خفاش‌ها، آب‌بازسانان، نوک پاها (فوک‌ها و شیرهای دریایی)، فیل‌ها و سه گروه پرنده دوردست از جمله پرندگان آوازخوان، طوطی‌ها و مرغ مگس هستند. یادگیری صوتی متمایز از یادگیری شنیداری است، یا توانایی ایجاد خاطرات صداهای شنیده شده، یک ویژگی نسبتاً رایج که در همه مهره‌داران آزمایش شده وجود دارد. به عنوان مثال، سگ‌ها را می‌توان برای درک کلمه "نشستن" آموزش داد، حتی اگر کلمه انسان در کارنامه شنوایی ذاتی آن (یادگیری شنیداری) نباشد. با این حال، سگ برخلاف زبان‌آموزان آوازی که می‌توانند کلمه "نشستن" را تقلید کنند، نمی‌تواند آن را تولید کند.

زیرسیستم‌های آوازسازی در زبان‌آموزان با آواز پیچیده و در زبان‌آموزان با صدای محدود یا ناآموزان صوتی: مسیرهای مستقیم و غیرمستقیم. زیرسیستم‌های مختلف برای صداسازی و اتصال آنها با استفاده از رنگ‌های مختلف نشان داده شده‌است.